# Bruksakademien
Bruksakademien är en sammanslutning som grundades 1755 av Carl Daniel af Burén, Jean De Geer, Claes Grill och Per Adolf Tamm. Bruksakademien startades ursprungligen som ett kontaktnät för järn- och skogsägare i Närke och Östergötland, men har med tiden övergått till att vilja spegla järnbrukens värde ur ett socialt, historiskt, kulturellt och industriellt perspektiv.